# 5289 Niemela
5289 Niemela (1990 KG2) là một tiểu hành tinh vành đai chính được phát hiện ngày 28 tháng 5 năm 1990 bởi Felix Aguilar Observatory team ở El Leoncito Station. Nó được đặt theo tên nhà thiên văn học Virpi Niemelä.